# دانيال بروكنر
 دانيال بروكنر (بالألمانية: Daniel Brückner):هو لاعب كرة قدم جزائري من مولد روستوك الألمانية في 18 فيفري 1981, وينشط كوسط ميدان في فريق غراوثور فورث من الدرجة الثانية للدوري الألماني أعلن اللاعب الألماني عن رغبة جامحة في حمل ألوان ي المنتخب الوطني الجزائري .

## الأندية
بدايته المتأخرة مع عالم الكرة حينما بلغ 23 من عمره، حيث بدأ في ناد هاو ضمن صفوف فريق فيردير بريمن حيث لعب لموسمين وساهم في صعود هذا الفريق إلى القسم الثالث.
وواصل لعبه في هذا الفريق بعد أن صعد للدرجة الثانية ورغم انه تلقى كثيرا من العروض إلا أنه فضل البقاء في الدرجة الثانية، حيث يحتل المركز السابع في الدوري الألماني حاليا

## أمله في اللعب للمنتخب الجزائري
اللاعب أكد بأنه يفاخر بهويته الجزائرية وانه سيحصل في الأيام المقبلة على جواز سفر جزائري وكله رغبة وأمل في اللعب للمنتخب الوطني الجزائري.

## روابط خارجية
- دانيال بروكنر على موقع قاعدة بيانات كرة القدم.إي يو (الإنجليزية)
- دانيال بروكنر على موقع بيانات كرة القدم. دي إي (الألمانية)
- دانيال بروكنر على موقع Soccerway.com (الإنجليزية)
- دانيال بروكنر على موقع عالم كرة القدم.نت (الإنجليزية)
- دانيال بروكنر على موقع AS.com (الإسبانية)